# Dora Trepat Navarro
 Dora Trépat Navarro  (1910 - 1971) foi uma grande jogadora de xadrez argentina que mais vezes ganhou (nove vezes) Campeonato na Argentina individuais Mulheres (1938, 1939, 1940, 1941, 1942, 1952, 1959, 1960, 1964), que é uma categoria do Campeonato Argentino de Xadrez, também participou do Campeonato Mundial de Xadrez Feminino (1939) e foi a primeira campeã argentina de que há registo.

## Biografia

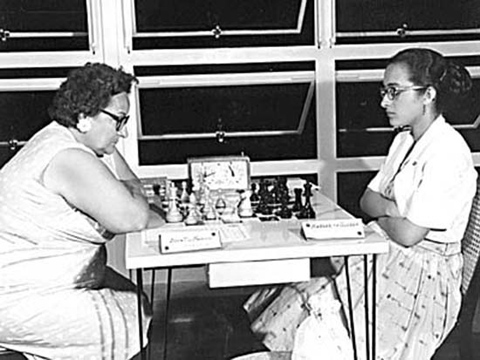
Dora Trepat de Navarro, campeã argentina (esquerda) Vs Marguerita Guerra, campeã peruana

Ela nasceu em 1910. Iniciou-se no xadrez no Clube Jaque Mate da Capital Federal. Entre 1935 e 39, ela pertenceu ao Círculo de Xadrez de Villa del Parque e, desde 1954, foi instrutora de xadrez no clube de San Lorenzo de Almagro, onde ministrou aulas especiais para crianças. Teve seu primeiro sucesso oficial ao vencer em 1938 o campeonato argentino, depois o repetiria em 1939, ao triunfar no torneio da Federação Argentina; em 1940, ao vencer o jogo pelo título contra a senhorita González Vega, a quem derrotou por 4 a 2; em 1941, derrotando a senhorita Gerding por quatro jogos, sem derrotas; em 1942, com o mesmo resultado em frente à dama de Bilbao. Ganhando também o campeonato argentino em 1959, 1960 e 1964.
Ela também participou do quarto torneio zonal feminino em São Paulo
Representou o país acompanhada pela vice-campeã Maria Angélica Berea de Montero no campeonato mundial feminino, em Buenos Aires, que foi jogado em paralelo com a Olimpíada de Xadrez de 1939 (masculina).